# Milano-Sanremo 1951
La Milano-Sanremo 1951, quarantaduesima edizione della corsa, fu disputata il 19 marzo 1951, per un percorso totale di 282 km. Fu vinta dal francese Louison Bobet (primo francese a vincere questa corsa dopo 39 anni), giunto al traguardo con il tempo di 7h30'23" alla media di 37,568 km/h.
Presero il via da Milano 183 ciclisti, 137 di essi portarono a termine la gara.

## Ordine d'arrivo (Top 10)
| Pos. | Corridore        | Squadra         | Tempo    |
| ---- | ---------------- | --------------- | -------- |
| 1    | Louison Bobet    | Bottecchia      | 7h30'23" |
| 2    | Pierre Barbotin  | Bottecchia      | s.t.     |
| 3    | Loretto Petrucci | Bianchi-Pirelli | a 3'19"  |
| 4    | Angelo Menon     | Stucchi         | a 3'30"  |
| 5    | Raymond Impanis  | Girardengo      | a 3'35"  |
| 6    | Rodolfo Falzoni  | Guerra          | a 5'14"  |
| 7    | Sergio Maggini   | Atala           | s.t.     |
| 8    | Alain Moineau    | Ganna           | s.t.     |
| 9    | Danilo Barozzi   | Atala           | s.t.     |
| 10   | Lido Sartini     | Stucchi         | s.t.     |